# Жадрицкая волость

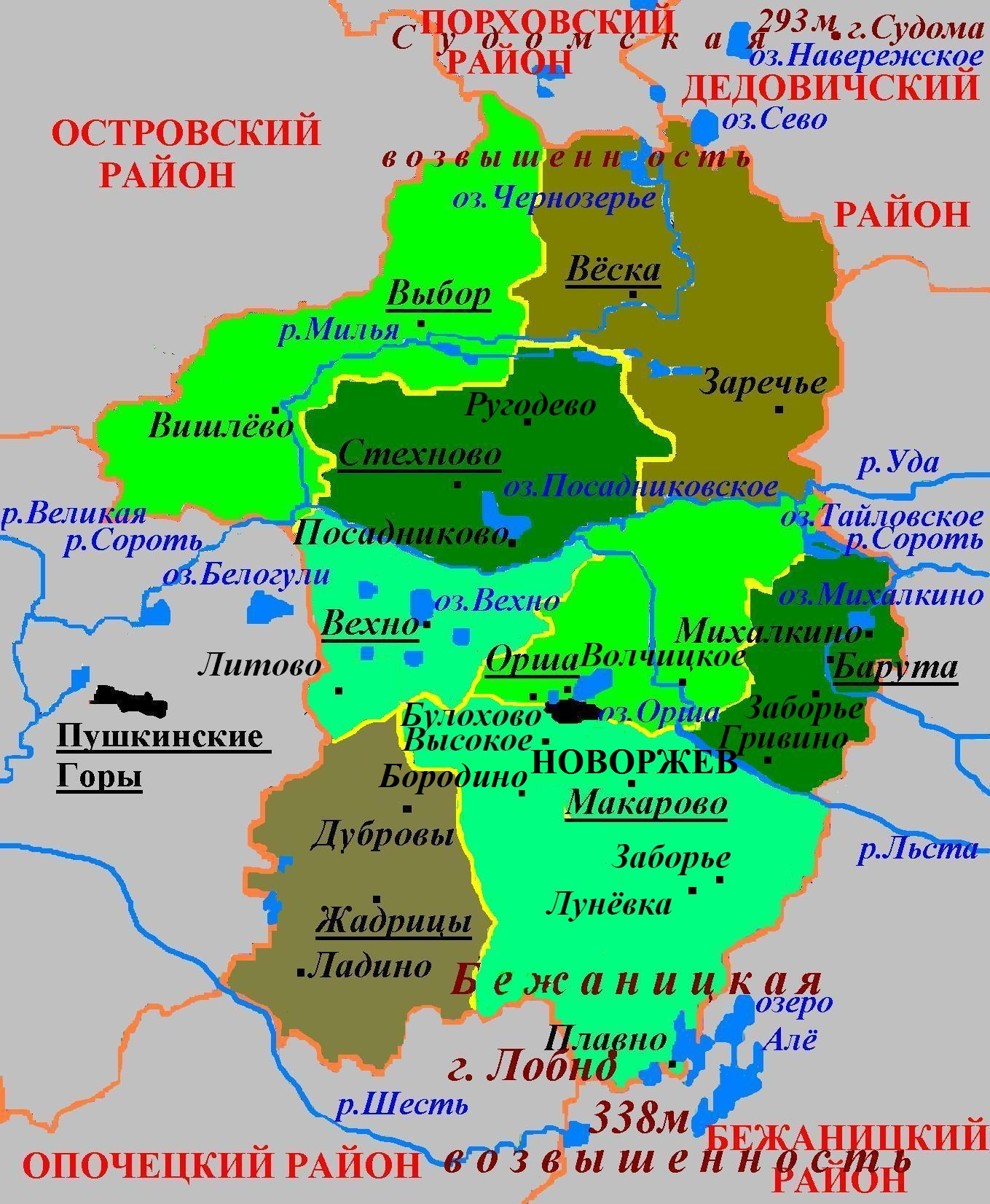
Административное деление Новоржевского района в 2005—2015 гг.

Жадрицкая волость — упразднённые административно-территориальная единица 3-го уровня и муниципальное образование со статусом сельского поселения в Новоржевском районе Псковской области России.
Административный центр — деревня Жадрицы.

## География
Территория волости граничила на севере с Вехнянской, на востоке — с Оршанской волостями Новоржевского района, на западе — с Пушкиногорским районом, на юге — с Опочецким районом Псковской области.
На территории волости расположены озера: Столбушинское (0,8 км², глубиной до 4 м), Долысецкое (0,2 км², глубиной до 4 м) и др.

## Население
| 2002 | 2010 | 2012 | 2013 | 2014 | 2015 |
| ---- | ---- | ---- | ---- | ---- | ---- |
| 576  | ↗649 | ↘647 | ↘600 | ↘594 | ↘586 |

## Населённые пункты
В состав Жадрицкой волости входило 60 деревень: Дубровы, Васюгино, Сенная, Коковичино, Фомино, Щербово, Михеево, Пришвино, Санево, Ласино, Лисово, Семилово, Полозово, Тишково, Борки, Липовик, Кораблево, Юшково, Шестово, Семенкино, Жадрицы, Рудняха, Хортово, Жары, Потапово, Поташово, Агафоново, Горькухино, Себеж, Михалино, Девкино, Исаково, Долосец, Ершово, Давыдково, Бибирево, Добруха, Мишаково, Ровное, Федотово, Лисичино, Косарово, Груздовицы, Извоз, Столбушино, Ладино, Жуково, Коротыли, Антипово, Брянцево, Кисляково, Махново, Игнатово, Еремеево, Гришино, Никитино, Звягино, Шилово, Каменец, Трупехино.

## История
Постановлением Псковского областного Собрания депутатов от 26 января 1995 года все сельсоветы в Псковской области были переименованы в волости, в том числе Жадрицкий сельсовет был превращён в Жадрицкую волость.
Законом Псковской области от 28 февраля 2005 года в границах Жадрицкой и частично Дубровской (д. Дубровы) волостей было также образовано муниципальное образование Жадрицкая волость со статусом сельского поселения с 1 января 2006 года в составе муниципальное образование Новоржевский район со статусом муниципального района.
Законом Псковской области от 30 марта 2015 года волость была упразднена и 11 апреля 2015 года включена в состав нового сельского поселения Новоржевская волость с административным центром в городе Новоржев.

## Культура
В деревне Столбушино находится Церковь Успения Пресвятой Богородицы, построенная в 1787 году помещиком Бороздиным Е.С. В деревне Ладино — Дом Бороздиных, построенный во второй половине XVIII — начале XIX веков в стиле позднего барокко и Воскресенская церковь построенная в 1768 году Бороздиным К. И.. Дом Бороздиных входит в перечень объектов исторического и культурного наследия общероссийского значения.
Так же в 2011 году в деревне Жадрицы воздвигнута небольшая часовня.

## Образование
В муниципальном образовательном учреждении «Дубровская основная общеобразовательная школа» обучается более 20 человек из деревень Дубровы, Жадрицы, Пришвино, Ласино, Щербово и Фомино. Директор школы — Жарикова Светлана Николаевна.